# Colobostema tribulosum
Colobostema tribulosum är en tvåvingeart som beskrevs av Cook 1971. Colobostema tribulosum ingår i släktet Colobostema och familjen dyngmyggor. Inga underarter finns listade i Catalogue of Life.